# Robert Lauterborn
Robert Lauterborn (* 23. Oktober 1869 in Ludwigshafen; † 11. September 1952 in Freiburg im Breisgau) war ein deutscher Hydrobiologe, Zoologe, Botaniker und Wissenschaftshistoriker. Sein offizielles botanisches Autorenkürzel lautet „Lauterborn“.

## Leben
Der Sohn eines Ludwigshafener Verlegers besuchte bis 1885 die Lateinschule in Ludwigshafen, danach das Realgymnasium in Mannheim. Das Abitur erlangte er 1889.

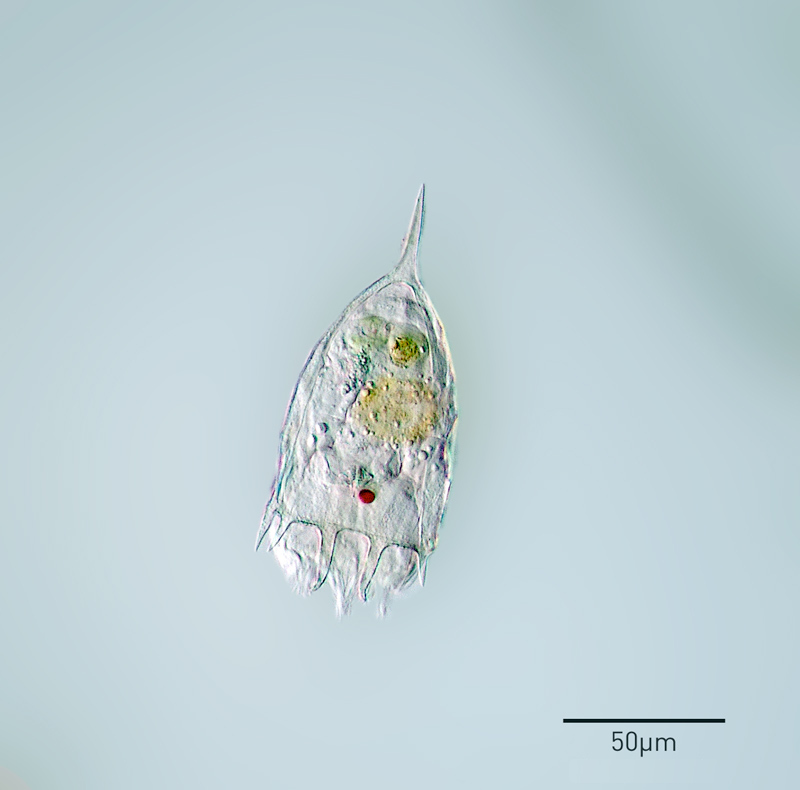
An dem Rädertierchen Keratella cochlearis beschrieb Lauterborn 1898 die „Cyclomorphose“.

Von 1889 bis 1898 studierte Lauterborn an der Universität Heidelberg Zoologie und Botanik unter anderem bei Otto Bütschli. Schon während dieser Zeit beschäftigte er sich mit zellbiologischen Arbeiten unter anderem an Kieselalgen, Urtieren und Rädertierchen. So war ihm unter anderem aufgefallen, dass die Gehäuse und Panzer des planktontischen Rädertierchens Keratella cochlearis je nach Jahreszeit unterschiedlich ausgebildet sind. 1898 prägte Lauterborn hierfür den noch heute gültigen Begriff der „Cyclomorphose“.
1896 wurde er mit einer Arbeit über den Dinoflagellaten Ceratium hirundinella zum Dr. phil. nat. promoviert. 1898 reichte er seine Habilitationsschrift ein, eine Protozoen-Studie über „Flagellaten aus dem Gebiete des Oberrheins“.
1903 wurde Lauterborn außerordentlicher Professor an der Universität Heidelberg. Seine Antrittsvorlesung hielt er über „Das Plankton des Oberrheins“. Er hielt Vorlesungen über makroskopische und mikroskopische Süßwasserfauna, Plankton, Gewässerkunde, Meeresfauna, Forstzoologie sowie Geschichte der Zoologie. Neben seiner Lehrtätigkeit war er als Gutachter tätig. Er hatte dabei unter anderem Aufträge des Reichsgesundheitsamtes, wobei er sich insbesondere mit biologischen Untersuchungen am Oberrhein beschäftigte, der in dieser Zeit durch Industriebetriebe zunehmend verschmutzt wurde, wodurch gesundheitliche und ökologische Probleme entstanden.
Außerdem fallen in diese Zeit seine umfangreichen Forschungen zum Rhein, die er unter anderem in seiner Studie „Die geographische und biologische Gliederung des Rheinstroms“ zusammenfasste und in deren Zusammenhang er zwischen 1907 und 1914 mehr als 300 fotografische Aufnahmen von der Quelle bis zum Mündung machte. Sein wichtigstes Werk war denn auch nicht rein biologisch, sondern fasste auch geographische und wissenschaftshistorische Aspekte ein: „Der Rhein. Naturgeschichte eines deutschen Stromes“, dessen erster Band sich im Untertitel „Die erd- und naturkundliche Erforschung des Rheins und der Rheinlande vom Altertum bis zur Gegenwart“ bezeichnet, umfasst als Monographie das gesamte naturkundliche Wissen seiner Zeit über diesen Strom. In dieser Arbeit benennt er auch die zahlreichen Wissenschaftler, die sich über mehrere Jahrzehnte auf naturkundlichem Gebiet mit dem Rhein und dem Rheinland beschäftigt haben. Eine ausführliche Beschreibung ist dabei dem Botaniker Karl Friedrich Schimper gewidmet.
Lauterborns Untersuchungen über das Auftreten bestimmter „Abwasser-Organismen“ waren eine entscheidende Grundlage zur Entwicklung des „Saprobiensystems“ durch Richard Kolkwitz und Maximilian Marsson um 1900, das noch heute als Standardmethode (DIN 38410) zur Untersuchung der Wasserqualität von Fließgewässern gilt. Zahlreiche seiner Arbeiten konzentrierten sich auf den Natur- und Umweltschutz, für den er sich aktiv einsetzte.
1918 erhielt Lauterborn eine Anstellung am Forstzoologischen Institut an der Universität Karlsruhe, dieses Institut wurde 1920 in die Universität Freiburg eingegliedert. Von da an bis zu seiner Emeritierung im Jahre 1935 war Lauterborn Professor in Freiburg.

## Ehrenmitgliedschaften und Ehrungen
- Societas pro fauna et flora fennica
- Niederländische Naturkundige Vereinigung
- Rhein-Museum Koblenz
- Deutsche Akademie der Naturforscher Leopoldina (seit 1937)
- Deutsche Zoologische Gesellschaft
- Einar-Naumann-Medaille der Internationalen Vereinigung für Theoretische und Angewandte Limnologie
- 1948 Ehrendoktor der Albert-Ludwigs-Universität Freiburg
- 1950 Ehrendoktor der Universität Basel
- Nach Lauterborn ist die Algengattung Lauterborniella Schmidle benannt.[1]
- Die Universität Konstanz hat ein auf dem Bodensee liegendes Forschungsschiff »Robert Lauterborn« genannt. Mit ihr nehmen Wissenschaftler regelmäßig Wasserproben und untersuchen diese direkt an Bord.

## Schriften
- Zur Frage nach der Ortsbewegung der Diatomeen: Die Ortsbewegung der Bacillariaceen betreffend, 1894
- Untersuchungen über Bau, Kernteilung und Bewegung der Diatomeen, 1896
- Kern- und Zelltheilung von Ceratium hirundinella, 1897
- Protozoën-Studien, 1898
- Das Vogel-Fisch- und Thierbuch des Strassburger Fischers Leonhard Baldner aus dem Jahre 1666, 1903 (als Herausgeber)
- Die Verunreinigung der Gewässer und die biologische Methode ihrer Untersuchung…, 1908
- Die Vegetation des Oberrheins, 1910
- Süsswasserfauna, 1913
- Die sapropelische Lebewelt. Ein Beitrag zur Biologie des Faulschlammes natürlicher Gewässer, 1915
- Die geographische und biologische Gliederung des Rheinstroms. 3 Teile. 1916, 1917 und 1918
- Die räumliche Anordnung der Vogeleier im Nest, 1923
- Das Leben der Binnengewässer, 3.  Auflage 1925
- Beiträge zur Flora der oberrheinischen Tiefebene und der benachbarten Gebiete, 1927
- Faunistische Beobachtungen aus dem Gebiete des Oberrheins und des Bodensees, 1928
- Der Rhein. Naturgeschichte eines deutschen Stromes. Erster Band: Die erd- und naturkundliche Erforschung des Rheins und der Rheinlande vom Altertum bis zur Gegenwart
  - Erste Hälfte: Die Zeit vom Altertum bis zum Jahre 1800, 1930
  - Zweite Hälfte: Die Zeit von 1800-1930. Abteilung I, 1934
  - Zweite Hälfte: Die Zeit von 1800-1930. Abteilung II. Der Oberrhein mit den Schwäbischen Neckarlanden, 1938
- Kaiser Julian und der Schwarzwald, 1938
- Universalisten, Enzyklopädisten und Fachforscher in der Geschichte der Naturwissenschaften, 1950 (als Manuskript gedruckt)